# Barrussus furcichelis
Espèce
Barrussus furcichelis est une espèce de solifuges de la famille des Karschiidae.

## Distribution
Cette espèce est endémique de Grèce.

## Description
Le mâle holotype mesure 18 mm.

## Publication originale
- Roewer, 1928 : Zoologische Streifzüge in Attika, Morea und besonders auf der Insel Kreta I. V. Scorpiones, Opiliones und Solifugae. Abhandlungen herausgegeben vom Naturwissenschaftlichen Verein zu Bremen, vol. 26, no 3, p. 425-460.